# Szawarighat al-Dżauz
Szawarighat al-Dżauz (arab. شوارغة الجوز) – wieś w Syrii, w muhafazie Aleppo, w dystrykcie Afrin. W 2004 roku liczyła 1095 mieszkańców.